# Palazzo Wilson Gattai

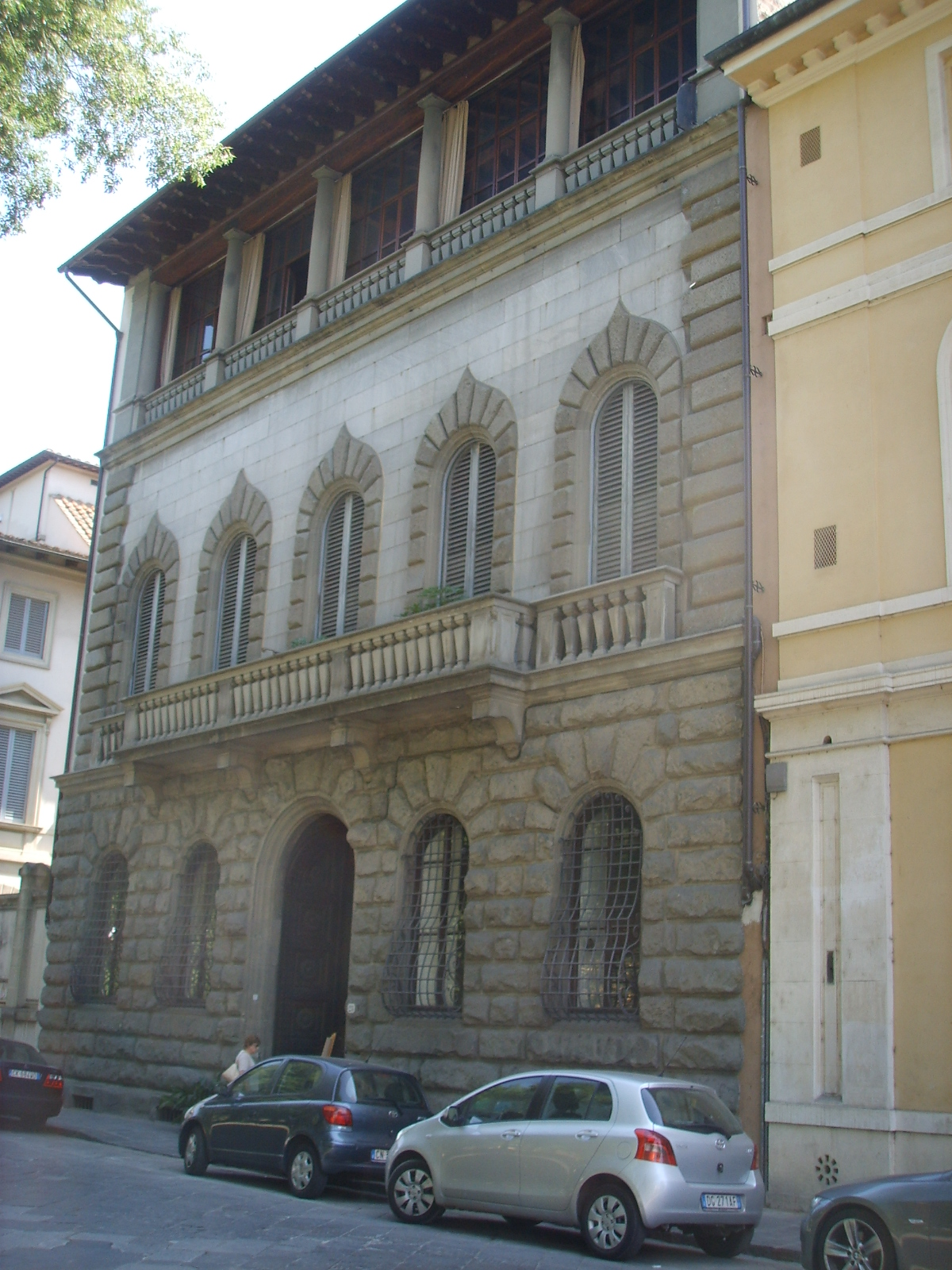
Fachada do Palazzo Wilson Gattai.

O Palazzo Wilson Gattai é um palácio de Florença que se encontra no nº 28 da Piazza d'Azeglio.
Toda a zona remonta ao século XIX, quando foi construída a praça à inglesa dedicada ao Genreal Massimo D'Azeglio (em tempos dotada de gradeamento, com as chaves na posse, apenas, dos residentes, como acontecia na Piazzette di Londra).
Os edifícios que aqui se perfilavam deviam seguir os critérios de decoração e simetria impostos pelo plano regulador de Giuseppe Poggi.
Cerca de 1870, o artista inglês Federigo Wilson desenhou o seu próprio palácio no lado sul da praça e mandou iniciar a edificação. Porém, colocou-o à venda logo em 1877 por razões económicas. O edifício passou, assim, ao senhor Giovanni Puccini e, em 1892, a Gaetano Gattai, irmão de Leopoldo Gattai, tendo este último adquirido naqueles mesmos anos o Palazzo Grifoni, situado na Piazza Santissima Annunziata.
Externamente, a frontaria do palácio apresenta-se caracterizada por um piso térreo rusticado, enquanto no primeiro andar se encontram janelas rasgadas em estilo neo-renascentista, com um grande balcão que domina a praça; o último andar apresenta uma loggia coberta, com colunas em pietra serena. A loggia deve-se ao filho de Gaetano, Eugenio Gattai, arquitecto de profissão, que também projectou a notável escadaria helicoidal que, do átrio, leva ao primeiro andar. A solenidade do átrio, com colunas em mármore manchado que suportam uma serliana, é assim aligeirada pela ousada curvatura da escada, que desenha uma elegante atribuição à novidade de Liberty. O mesmo arquitecto-proprietário também projectou uma reorganização do piso térreo, antigamente usado como escudaria, desenhou o pequeno pátio (onde uma terracota com um gato em relevo lembra o cognome Gattai) e o jardim nas traseiras, além de alguns pavimentos e vitrais que ainda hoje existem.
O jardim, em particular, é dominado por uma grande cedro, em torno do qual estão dispostos dois canteiros geométricos à italiana, com azáleas e outras plantas com flor. Na parede do fundo, uma fonte-ninfeu com uma estátua de Ceres decora o muro de cerca, além do qual se pode admirar uma bela vista da cúpula verde-acobreada da Sinagoga de Florença.
No século XX foram providenciadas algumas alterações para permitir a habitabilidade do palácio a mais famílias, criando diversos apartamentos. Pelo contrário, o andar nobre, com algumas salas decoradas por afrescos, permaneceu intacto e ainda é habitado pelos descendentes Gattai.

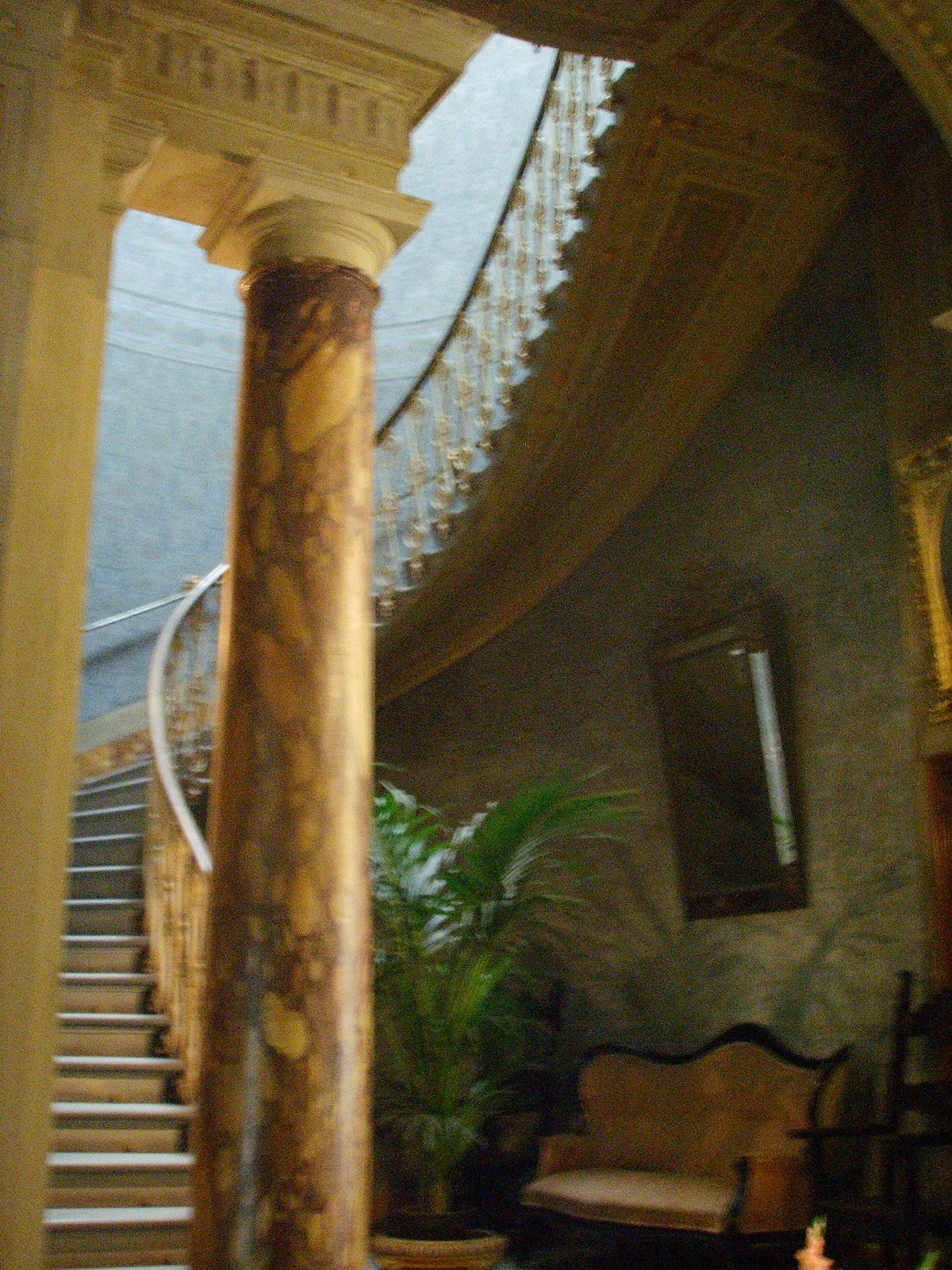
O átrio com a escadaria
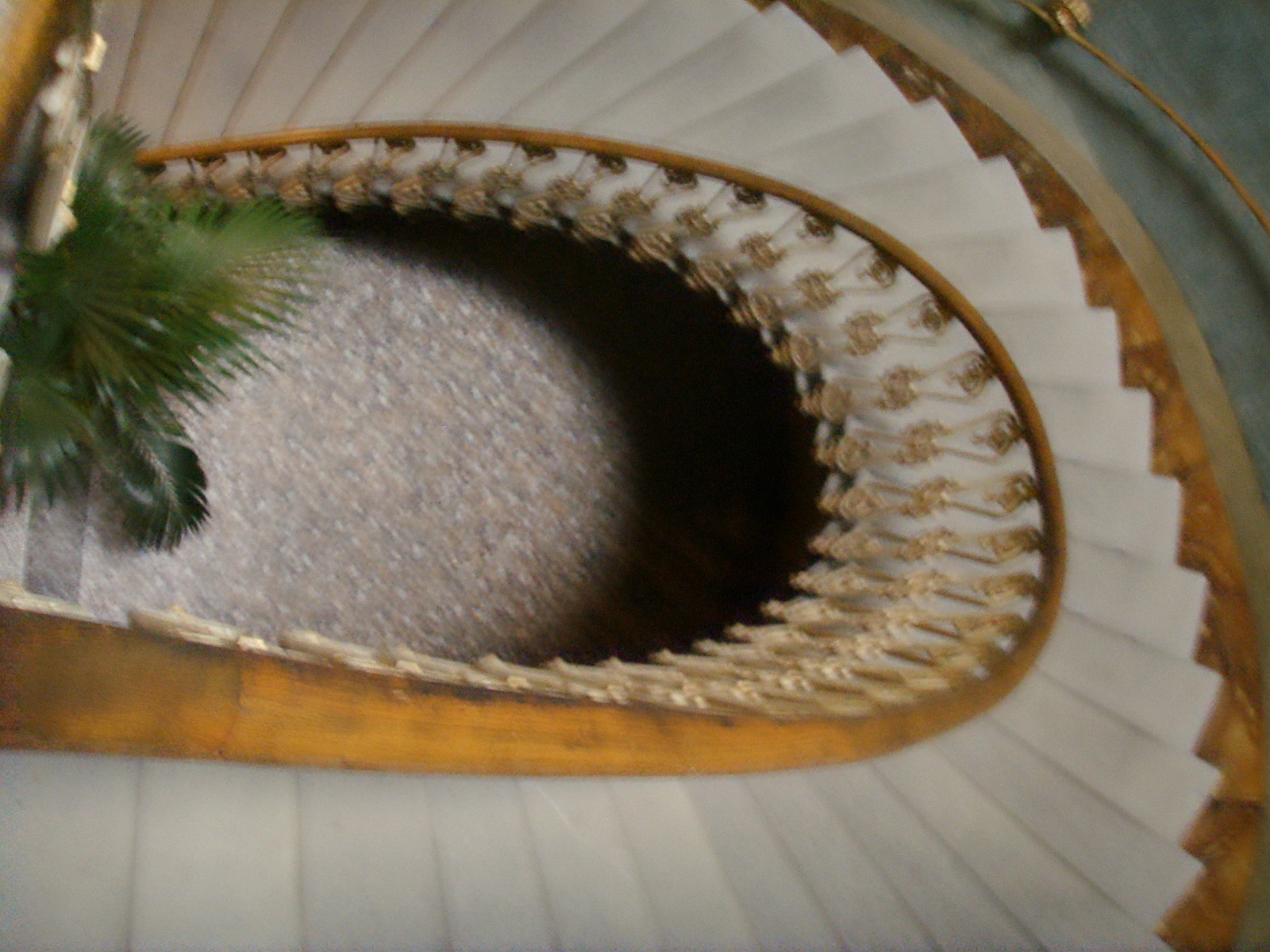
A curva da escada
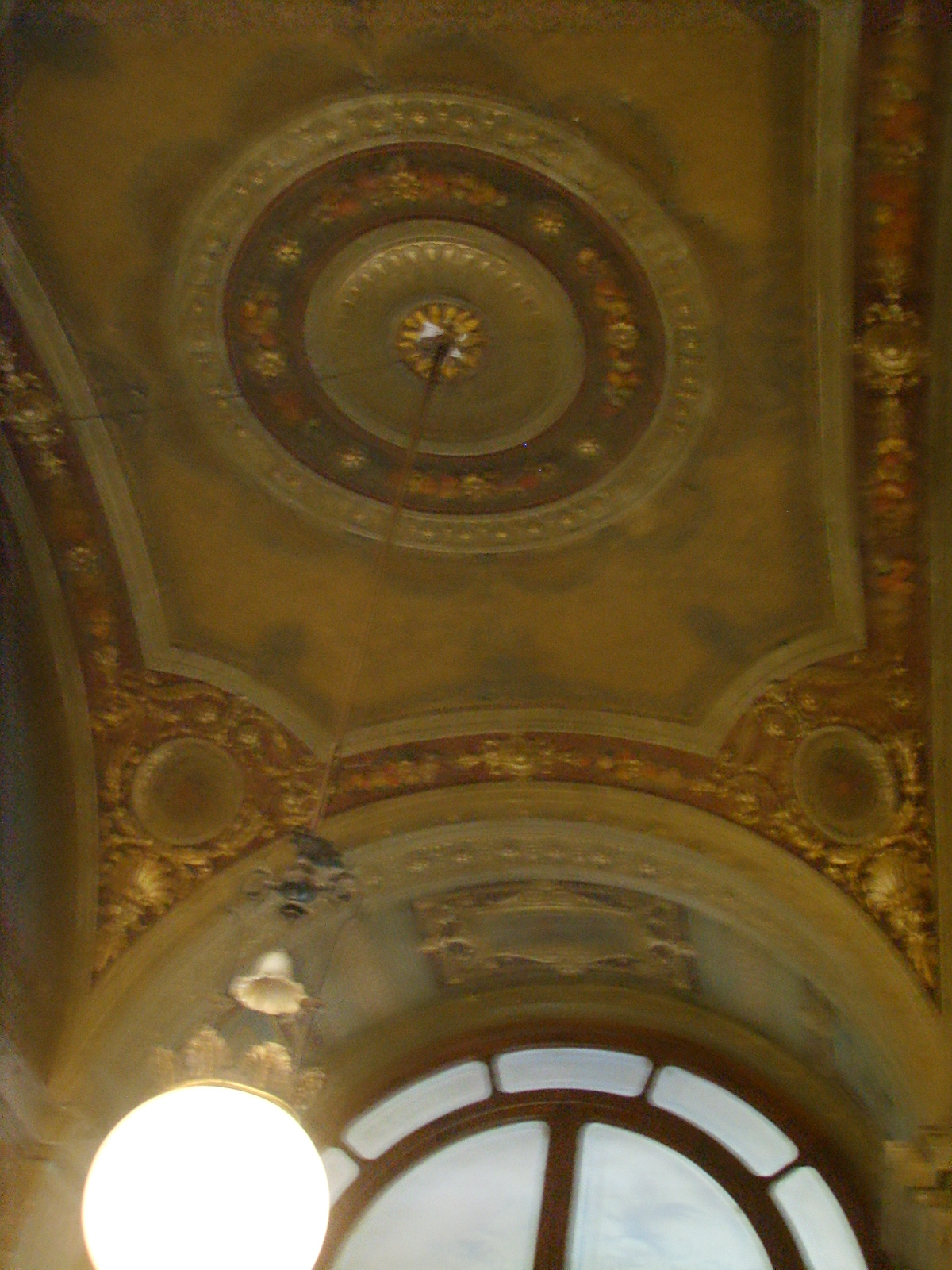
Tecto pintado do átrio
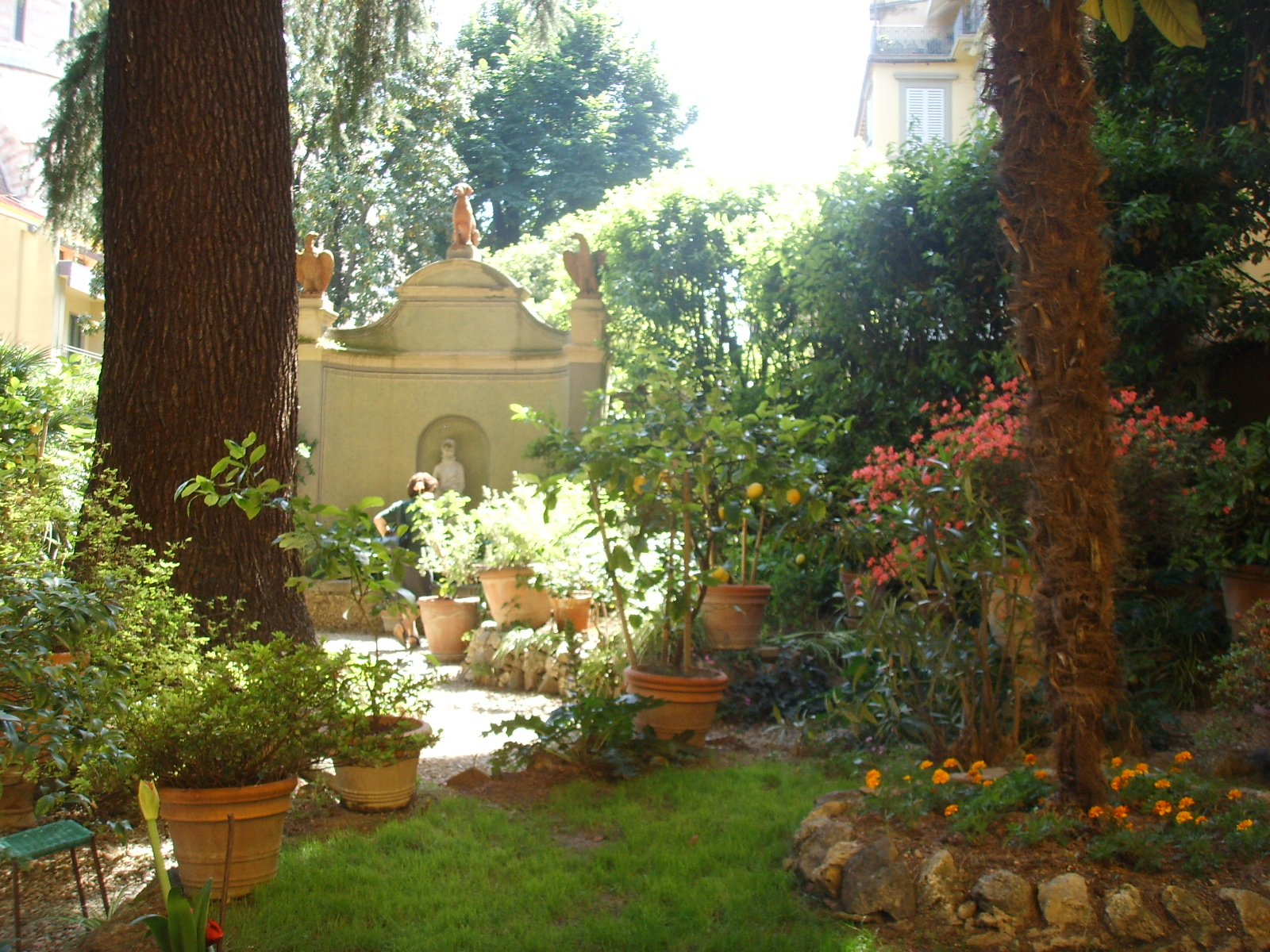
O jardim